# Браун, Мишель
Мишель (настоящее имя — Мисаэль Броварник Бейгель; исп. Misael Browarnik Beiguel); р. 10 июня 1976, Буэнос-Айрес, Аргентина) — аргентинский актёр, певец и композитор.

## Биография
Мишель Браун родился в семье актёра Карлоса Брауна 10 июня 1976 года в Буэнос-Айресе во время военной диктатуры. С детства ему было близко актёрство. Но серьёзно к этому он не относился. В 16 лет вместе с другом Мишель отправился на кастинг и получил роль в детской теленовелле «Детвора». Через 4 года он оставил Буэнос-Айрес и уехал в Мексику, чтобы продолжить карьеру. С тех пор Мишель много раз менял место жительства, он считает себя человеком мира и много путешествует.
В 2002 году Мишеля пригласили на съемки в колумбийскую теленовеллу «Тайная страсть».Его партнерами стали Марио Симарро и Хуан Альфонсо Баптиста. В сериале его герою Франко Рейесу предстояло бороться за любовь Росарио Монтес (Жарик Леон), жениться на богатой старухе Эдувине Труэва (Талу Кинтеро) и, наконец, найти свою истинную любовь с Саритой Элисондо (Наташа Клаусс). Их дуэт с Наташей имел большой успех. За роли в этом сериале Мишель и Наташа были удостоены нескольких премий. Успех сериала дал новый виток его карьере.
В 2006 году на съемках сериала «Рынок чудес» Мишель играл в дуэте с Паолой Рей, также снимавшейся в «Тайной страсти».

## Сериалы
- «Jugate conmigo» (1994)
- «Chiquititas» «Детвора» (Аргентина, 1995—2000) — Томми
- «Life College» («Колледж жизни») (1995)
- «Las Chicas de Enfrente» (Аргентина,1998) — Факундо Ариас
- «ДКДА» (Мексика, 1999) — Давид
- «Lo que es el amor» («То, что является любовью») (Мексика,2001) — Кристиан Окампо
- «Sublete a mi moto» («С ветерком»)(Мексика, 2002) — Рикардо
- «Enamorate» (Мексика, 2003) — Мариано
- «Тайная страсть» (Колумбия-США, 2003) — Франко Рейес
- «Te voy a Ensenar a Querer» («Я научу тебя любить») (Колумбия-США, 2004) — Пабло Мендес
- «Lo que callamos las mujeres» («Женские секреты» / «То, что скрывают женщины») (2004)
- «Reinas» (Трейлер) (Колумбия-США, 2005)
- «Решения» («Decisiones») (Колумбия-США,2005)

1. серия «Mi Tierna Lola» — Даниэль
2. серия «Motivos para Odiar» — Пабло
3. серия «Profeta en Tierra Lejana» —— Мишель

- «Жестокая любовь» («Amores De mercado»)(Колумбия-США, 2006) — Диего Вальдес
- «Madre Luna» («Мать луна») (Колумбия-США, 2007) — Анхель Сиснерос
- «Fisica y Quimica» («Физика или Химия») (Испания,2008) — Профессор Мигель
- «Pagafantas» («Лох») (Испания,2009)- Себастьян
- «Condones.com» (Мексика,2009)
- «El fantasma del Gran Hotel» («Призрак Большого Отеля») (Колумбия, 2009) — Мигель Торо
- «La Mariposa» («Бабочка») (Колумбия, 2011) — Мануэль «Амаури» Мартинес

## Дискография
- «Jugaste conmigo» (Sony Music/Argentina/1995)
- «Michel» (Sony Music/ Argentina/1997)

## Премии
- премия «Telenovela Bulgaria 2004» как лучшему актёру за роль Франко Рейеса в сериале «Тайная страсть».
- премия «Victor Golden Awards» как лучшему актёру за роль Франко Рейеса в сериале «Тайная страсть».
- премия «Dos de Oro» (Венесуэла) в 2004 году как лучшему иностранному актёру за роль в сериале «Тайная страсть».
- премия «Mara de Oro» (Венесуэла) в 2004 году как лучшему иностранному актёру за сериал «Тайная страсть».